# Fruit fool

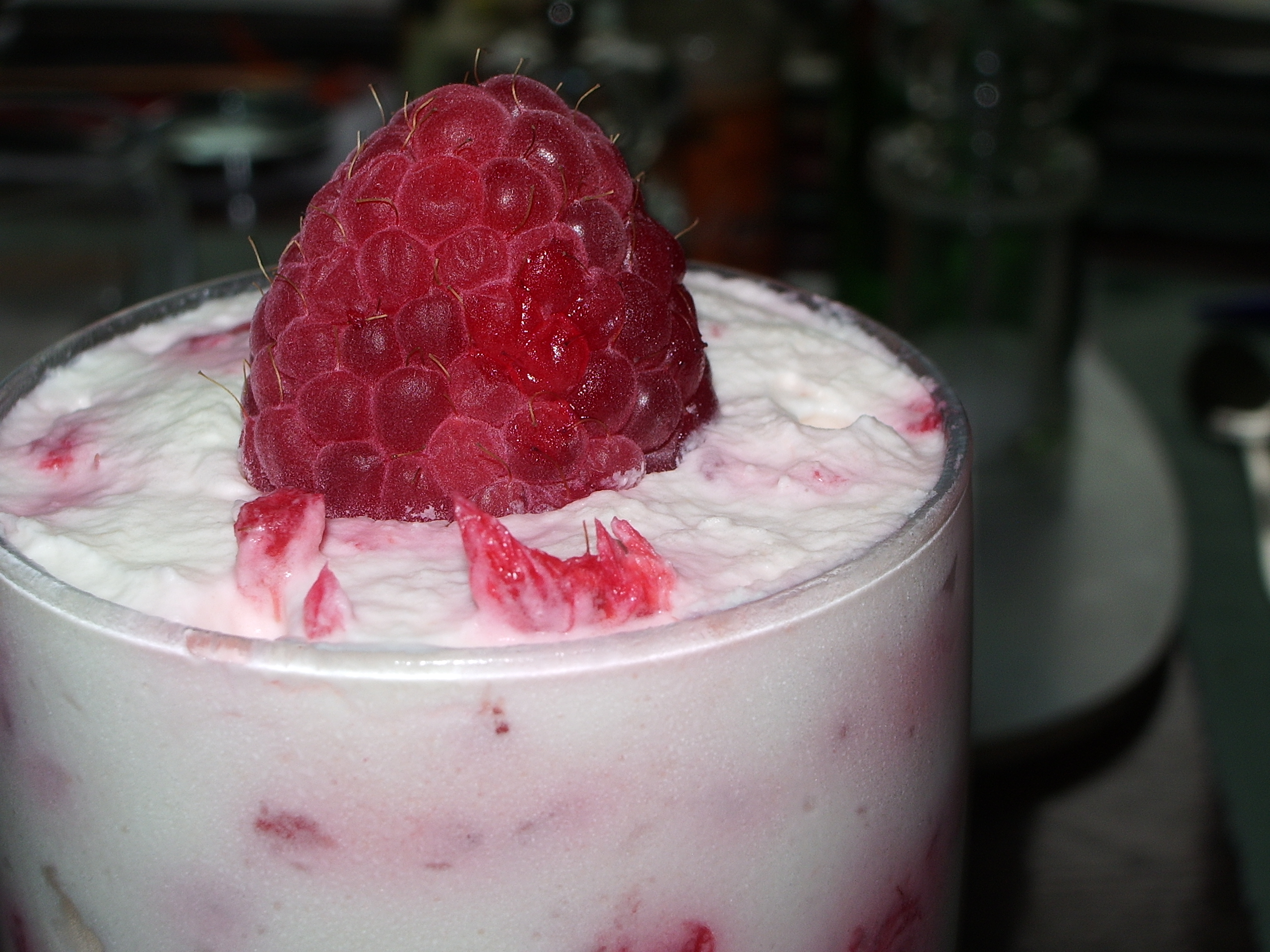
Un fool à la framboise.

Un fruit fool est un dessert d’origine anglaise à base de purée de fruits et de crème fouettée sucrée et aromatisée, par exemple à l’eau de rose.
La première mention d’un dessert nommé foole remonte à 1598, mais le foole à la groseille à maquereau pourrait dater du XVe siècle. Aujourd’hui, le fruit fool peut être confectionné à partir de n’importe quel fruit de saison mais les petites baies demeurent les plus populaires.
L’étymologie du nom du dessert n’est pas claire. Selon plusieurs auteurs, le terme de fool vient du français « fouler » mais l’Oxford English Dictionary rejette cette hypothèse.